# Shintarō Ihara
Shintarō Ihara (japanisch 井原 伸太郎 Ihara Shintarō; * 21. Oktober 1991 in der Präfektur Yamaguchi) ist ein japanischer Fußballspieler.

## Karriere
Shintarō Ihara erlernte das Fußballspielen in der Universitätsmannschaft der Japan University of Economics. Seinen ersten Vertrag unterschrieb er in Laos beim Lao Toyota FC. Der Verein aus der laotischen Hauptstadt Vientiane spielte in der ersten Liga des Landes, der Lao Premier League. 2015 feierte er mit Lao Toyota die latoische Meisterschaft. 2016 kehrte er nach Japan zurück. Hier schloss er sich dem J.FC Miyazaki aus Miyazaki an. Der Verein spielte in der Kyushu Soccer League. Im Januar 2017 wechselte er zum ebenfalls in Miyazaki beheimateten Tegevajaro Miyazaki. Mit dem Klub spielte er in der vierten japanischen Liga, der Japan Football League. 2020 wurde er mit dem Verein Vizemeister und stieg somit in die dritte Liga auf. Nach insgesamt 89 Viert- und Drittligaspielen wechselte er im Januar 2022 nach Kagoshima zum Drittligisten Kagoshima United FC. Für den Klub bestritt er 16 Drittligaspiele. Im Januar 2023 kehrte er zu seinem ehemaligen Verein Tegevajaro Miyazaki zurück.

## Erfolge
Lao Toyota FC
- Laotischer Meister: 2015

Tegevajaro Miyazaki
- Japanischer Viertligavizemeister: 2020  ▲